# Джнохоп, Тоби
Тоби «Боби» Джнохоп (англ. Tobi "Bob" Jnohope; 4 октября 1997, Флорида, США) — доминикский и американский футболист, защитник.

## Карьера

### Клубная
Начинал заниматься футболом во Флориде. Воспитанник академии клуба «Сиэтл Саундерс» (некоторое время выступал за его вторую команду в Чемпионшипе ЮСЛ). Во время учебы на студенческих соревнованиях представлял Денверский университет.
В январе 2019 года защитник заключил контракт с коллективом мальтийской Премьер-Лиги «Моста». В турнире он провел за него три матча, а в рамках Кубка страны Джнохоп принял участие во встречи 1/4 финала против «Биркиркарой», в которой отметился автоголом. Во второй половине 2019 года защитник тренировался с бельгийским «Монсом», но в него не перешел.
После пребывания в команде низшей итальянской лиги «Пальмезе 1912», Тоби Джнохоп пополнил «Лернаин Арцах» из первой армянской лиги. По итогам сезона легионер помог команде подняться в Премьер-Лигу.

### В сборной
Джонхоп родился в семье выходца из Доминики и нигерийки. В 2019 году защитник принял решение выступать за Доминику и провел два матча за молодежную сборную страны в рамках квалификации на Олимпийские игры 2020 года в зоне КОНКАКАФ, в которых отметился голом в ворота Ямайки (1:1).

## Достижения
- Победитель Первой лиги Армении (1): 2021/22.